# Сиснерос, Рональдо
Рональдо Сиснерос Морель (исп. Ronaldo Cisneros Morell; род. 8 января 1997, Торреон, Мексика) — мексиканский футболист, нападающий клуба «Гвадалахара».

## Клубная карьера
Сиснерос — воспитанник клуба «Сантос Лагуна» из своего родного города. 20 августа 2014 года в матче Кубка Мексики против «Коррекаминос» он дебютировал за основную команду. 25 октября в поединке против «УНАМ Пумас» Рональдо дебютировал в мексиканской Примере, заменив во втором тайме Джанини.
В начале 2018 года Сиснерос перешёл в «Гвадалахару». 21 января в матче против «Некаксы» он дебютировал за новую команду. В этом же поединке Рональдо забил свой первый гол за «Гвадалахару». В том же году он стал победителем Лиги чемпионов КОНКАКАФ.
21 марта 2022 года Сиснерос был взят в аренду клубом MLS «Атланта Юнайтед» до 7 июля с опциями продления до конца сезона 2022 и выкупа. В высшей лиге США он дебютировал 10 апреля в матче против «Шарлотта», заменив на 65-й минуте Дома Дуайера. 24 апреля в матче против «Интер Майами» он забил свой первый гол в MLS. 7 мая в матче против «Чикаго Файр» Сиснерос оформил хет-трик, за что был назван игроком недели в MLS. 28 июня «Атланта Юнайтед» продлила аренду Сиснероса до конца сезона 2022. По окончании сезона 2022 «Атланта Юнайтед» не стала выкупать Сиснероса у «Гвадалахары».

## Международная карьера
В 2017 году Сиснерос в составе молодёжной сборной Мексики принял участие в чемпионате КОНКАКАФ среди молодёжных команд в Коста-Рике. На турнире он сыграл в матчах против команд Антигуа и Барбуды, Канады, США, Сальвадора и Гондураса. В поединках против антигуанцев, канадцев, сальвадорцев и гондурасцев Рональдо забил шесть мячей и стал лучшим бомбардиром турнира.
В том же году Сиснерос принял участие в молодёжном чемпионате мира в Южной Корее. На турнире он сыграл в матчах против команд Вануату, Германии, Венесуэлы, Сенегала и Англии. В поединке против вануатийцев и сенегальцев Рональдо забил по голу.

## Достижения
Командные
 «Гвадлахара»
- Победитель Лиги чемпионов КОНКАКАФ — 2018

Индивидуальные
- Лучший бомбардир чемпионата КОНКАКАФ среди молодёжных команд — 2017 (6 голов)